# Moanda
Moanda – miasto w pd.-wsch. Gabonie, w prowincji Ogowe Górne. Jest jednym z czterech największych miast w Gabonie, położonym przy drodze krajowej N3. 

## Klimat
Klimat w Moandzie jest równikowy. Od stycznia do marca pogoda jest często burzliwa, ale z gorącymi temperaturami, podczas gdy między lipcem i wrześniem jest chłodniej.

## Gospodarka
Jest jednym z najważniejszych miasteczek górniczych manganu w świecie, pod patronatem Compagnie Minière de l'Ogooué (COMILOG). Eksport manganu przez firmę COMILOG wynosi 3,5 miliona ton manganu na rok, czyniąc ją jedną z trzech głównych eksporterów manganu w świecie. Mangan jest eksploatowany na płaskowyżu Bangombe (42 km²).

## Transport
Moanda posiada stację kolejową położoną na skraju miasta. Posiada również międzynarodowy port lotniczy.

## Sport
W mieście znajduje się piłkarski stadion, gdzie swoje mecze rozgrywa AS Mangasport.